# Cité internationale universitaire de Paris
La Cité internationale universitaire de Paris (in italiano Città internazionale universitaria di Parigi) è una fondazione privata che gestisce un insieme di residenze universitarie nella capitale francese. 

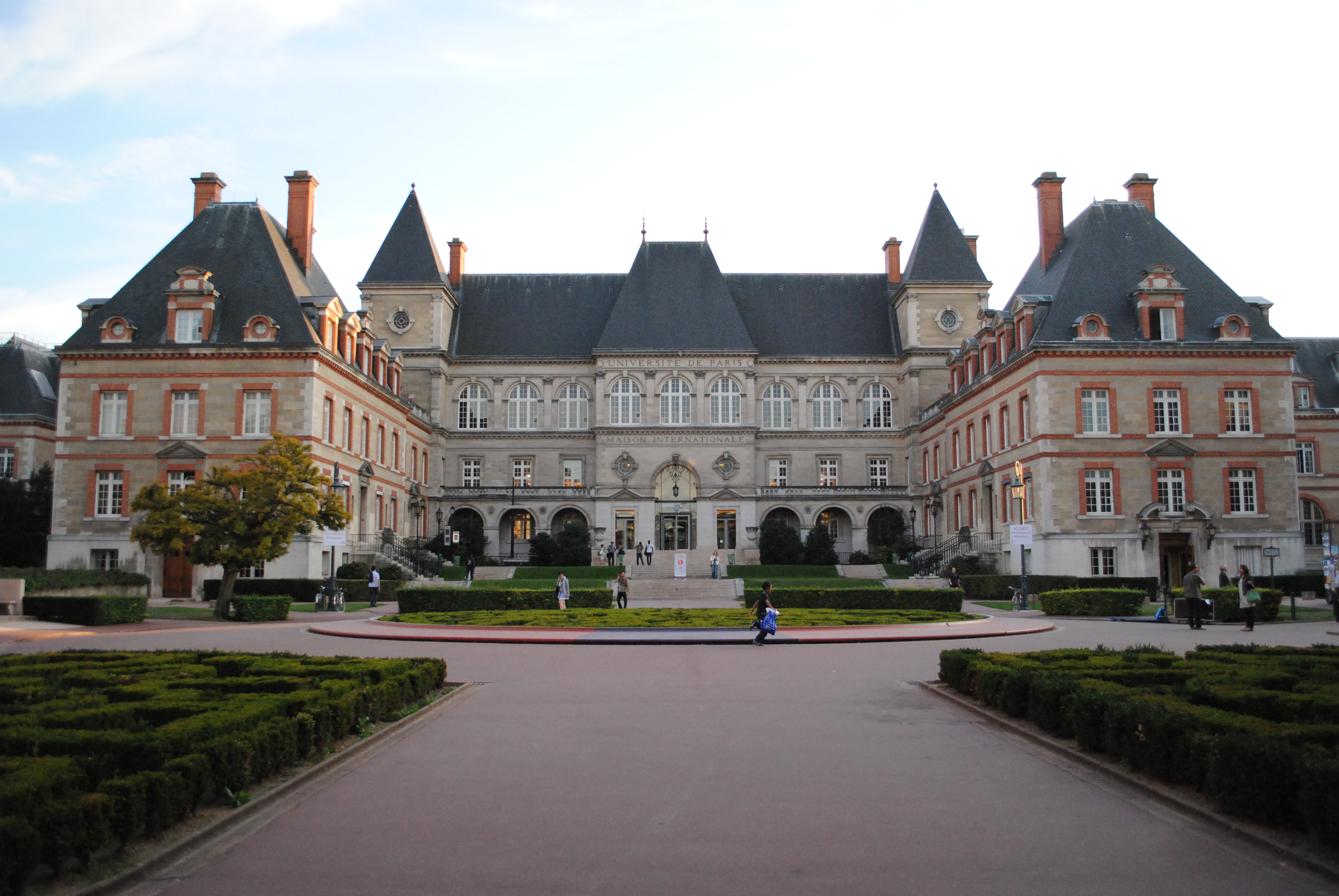
Maison internationale

Gli alloggi sono situati nel XIV arrondissement di Parigi, tra Porte de Gentilly e Porte d'Orléans; dal 2005, sono stati inaugurati due nuovi alloggi situati nel XIX arrondissement. Alcune residenze, definite "dipendenti", sono gestite dalla CIUP, altre, definite "indipendenti", godono di una personalità morale indipendente e sono gestite da diversi partner, anche stranieri. 

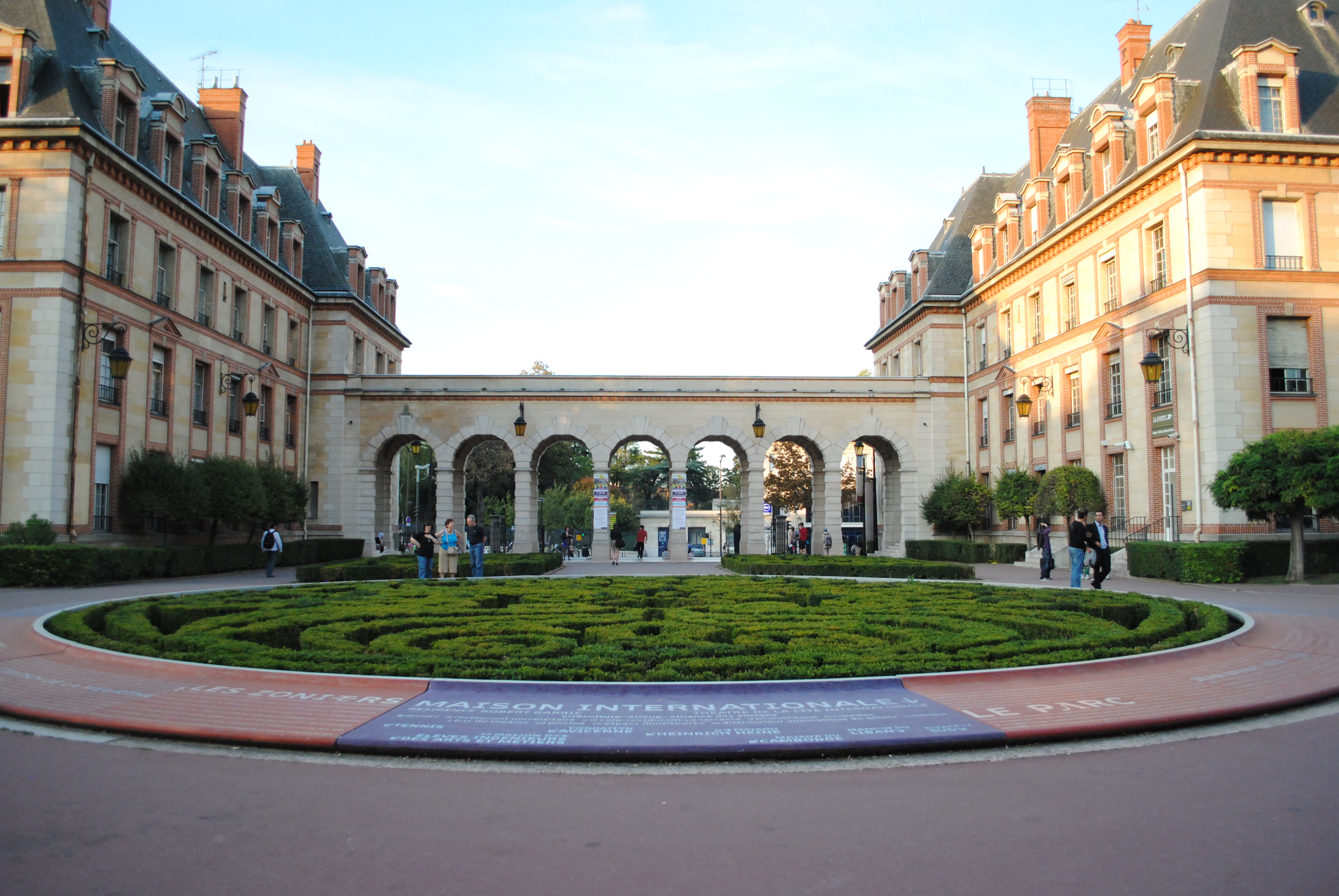
Cité international de Paris

## Storia
Il progetto di realizzazione di una residenza studentesca è stato concepito nel 1920 dall'allora ministro della pubblica istruzione francese André Honnorat. La prima residenza, battezzata Fondation Deutsch de la Meurthe in onore dell'industriale e filantropo francese Émile Deutsch de la Meurthe, ha aperto le sue porte nel 1925. Nel 1998, l'edificio è stato classificato come monumento storico francese.
Durante gli anni del periodo interbellico, sono state costruite altre residenze; i lavori sono stati finanziati da mecenati, industriali e da governi stranieri. Alla vigilia della seconda guerra mondiale, la Cité internationale universitaire contava già 19 residenze.
Dopo la guerra, i lavori riprendono e inizia una nuova serie di costruzioni. Dal 1948 al 1969 sono state costruite 17 nuove residenze; la più recente, la residenza Quai de la Loire, risale al 2007. Al 2024, le residenze toccano il numero di 40.

## Studenti e ricercatori in mobilità

Plan

Con più di 12.000 posti letto, la Cité internationale universitaire è il luogo di accoglienza per studenti e ricercatori stranieri più importante dell'Île-de-France. Fedele al suo spirito multiculturale, favorisce scambi tra studenti di tutto il mondo. Ogni anno, la CIUP ospita studenti provenienti da 140 nazionalità diverse.
Più che un semplice luogo di pernottamento, la Cité internationale universitaire de Paris si distingue per i suoi servizi dedicati alla vita e alla comunità universitaria che comprendono biblioteche, teatri, saloni di esposizione, concerti, conferenze, proiezioni di film e altri eventi organizzati nelle residenze.